# Stanley Green
Stanley Owen Green (Harringay, 22 febbraio 1915 – Londra, 4 dicembre 1993) è stato un attivista britannico, noto per aver passato 25 anni, dal 1968 al 1993, a pattugliare quotidianamente Oxford Street nel centro di Londra con un cartello che incitava ad assumere una dieta povera di proteine.

## Biografia
Nato a nord di Londra da padre operaio in una fabbrica di tappi e madre casalinga, nel 1938 - dopo il periodo scolastico - si arruolò nella Royal Navy. Dopo la guerra svolse diversi tipi di lavoro, facendosi licenziare due volte per il suo rifiuto di ingannare dei clienti. Nel frattempo visse sempre con i suoi genitori fino a quando essi morirono; dopo la loro morte ottenne una casa popolare a Northolt, un quartiere di Londra.

### Attivista anti-proteico e cartellonista (1968 - 1993)
Poco dopo la morte dei genitori, nel 1968, smise di svolgere il lavoro di giardiniere e decise di dedicarsi all'attivismo di strada.
Green si alzava ogni giorno abbastanza presto e, dopo una colazione a base di porridge, si recava in bicicletta a Oxford Street impiegando alle volte anche due ore, finché non ottenne un abbonamento gratuito per gli autobus nel 1980, al compimento dei 65 anni. La domenica la passava a casa a stampare le copie del piccolo 'libro' che vendeva per strada a pochi penny, mediante una stampante creata interamente da lui.
Il cartellone molto grande, con caratteri bianchi a stampatello maiuscolo su sfondo nero, che issava ogni giorno per strada recitava:
From Less Protein:
Meat Fish
Bird; Egg
Cheese;
Peas incl. lentils
Beans; Nuts
["And sitting", aggiunta successiva]»
La sua teoria pseudoscientifica consisteva nel diminuire la libido attraverso una dieta ipoproteica (cioè, povera di proteine), in modo da fermare il declino della società e della socialità affettiva che secondo lui stava occorrendo.
Col tempo cominciò ad avere una certa fama e a diventare un'"attrazione turistica" della stessa Londra. Nel 1985 venne intervistato dal The Sunday Times riguardo a questa sua curiosa attività, in cui raccontò molti particolari della sua vita quotidiana. Il suo motto "Less Lust, by Less Protein" ("Meno lussuria con meno proteine") venne usato anche in una campagna pubblicitaria della Red or Dead.
Morì infine nel 1993 a causa di un arresto cardiaco. Si stima che abbia venduto in totale circa 87.000 copie del suo 'libro'.